# Podoces
Podoces je rod ptáků z čeledi krkavcovití (Corvidae).

## Systém
Seznam dosud žijících druhů:
- Strakule černotemenná – Podoces hendersoni
- Strakule plavá – Podoces pleskei
- Strakule saxaulová – Podoces panderi
- Strakule tarimská – Podoces biddulphi